# ديريك شيبرد (لاعب كرة قدم أمريكية)
ديريك شيبرد (بالإنجليزية: Derrick Shepard)‏ هو لاعب كرة قدم أمريكية أمريكي، ولد في 29 مايو 1975 في دايتون في الولايات المتحدة.

## روابط خارجية
- ديريك شيبرد على موقع كلية كرة القدم في سبورتس رفرنس.كوم (الإنجليزية)